# Angelo Gregucci
Angelo Adamo Gregucci (San Giorgio Ionico, 10 giugno 1964) è un allenatore di calcio ed ex calciatore italiano, di ruolo difensore.

## Carriera

### Giocatore

#### Club

##### Taranto,  Alessandria e debutto in Serie A nella Lazio
Ha debuttato in Serie C1 col Taranto, per poi militare quattro stagioni in Serie C2 nell'Alessandria, prima di andare alla Lazio.

##### Torino, Reggiana e ritiro
Coi biancocelesti ha giocato sette stagioni di fila, prima di vestire la maglia del Torino per un anno (l'unica rete siglata da Gregucci in maglia granata fu ai danni della Lazio, allo Stadio Olimpico), per poi chiudere la carriera alla Reggiana dove ha militato quattro stagioni.

#### Nazionale
Fu convocato da Azeglio Vicini per l'incontro di qualificazione agli Europei 1992 tra Italia ed URSS che disputò il 3 novembre 1990 allo Stadio Olimpico di Roma, assistette alla gara dalla panchina.

### Allenatore

#### Prime esperienze: Reggiana, Viterbese, Fiorentina
Inizia da vice-allenatore nella Reggiana. Il 20 aprile 1999 viene nominato allenatore ad interim assieme a Fabiano Speggiorin per le ultime 8 partite, in sostituzione dell’esonerato Franco Varrella. Non riesce a ottenere la salvezza arrivando quartultimo, dopo aver ottenuto 5 vittorie, 2 pareggi e 1 sconfitta. Il 20 giugno con la conferma di Speggiorin a tecnico dei granata ritorna al ruolo di vice.
Il 18 giugno 2000 viene nominato allenatore dalla Viterbese in coppia con Giuliano Dell'Orto dal nuovo presidente del club. Esordisce nella sconfitta per 3-2 contro il ChievoVerona, partita per i gironi di Coppa Italia. Il 3 ottobre dopo la sconfitta interna per 1-0 contro il Vis Pesaro i due tecnici vengono esonerati, dopo aver totalizzato 1 vittoria, 2 pareggi e 2 sconfitte.
Il 9 marzo 2001 entra nello staff di Roberto Mancini alla Fiorentina come collaboratore tecnico, l’ex calciatore tarantino non potrà occupare il ruolo di vice visto che inizio anno già copriva lo stesso ruolo con un altro club. L'11 gennaio 2002 dopo le dimissioni di Mancini, fu nominato allenatore della prima squadra insieme al vice Luciano Chiarugi. Dopo tre giorni lasciano il posto a Ottavio Bianchi e lascia definitivamente i viola insieme al preparatore dei portieri Pietro Battara.

#### Legnano, Venezia, Salernitana e Lecce
Va molto vicino al ritorno, nelle vesti di allenatore, alla Reggiana, ma per problemi burocratici relativi al contratto con i viola l’affare non si concretizza e il 5 novembre 2002 subentra in corsa sulla panchina del Legnano in sostituzione dell’esonerato Ernestino Ramella. Esordisce sulla panchina dei lombardi nel pareggio per 2-2 contro il Pordenone. Chiude il campionato all’ottavo posto, non lontano dalla zona play-off.
Il 24 giugno 2003 passa in Serie B al Venezia. squadra che guida alla salvezza, ottenuta dopo lo spareggio con il Bari.
L'11 ottobre 2004 è alla Salernitana, in Serie B: ottiene la salvezza partendo da una classifica deficitaria, con i granata ultimi in graduatoria. Nell'estate del 2005 approda in Serie A al Lecce. L'avvio è negativo e dopo appena cinque partite in cui raccoglie solo un pari e quattro sconfitte, con la squadra penultima in classifica, viene esonerato il 26 settembre.

#### Vicenza e Atalanta
Il 3 ottobre 2006, dopo l'esonero di Giancarlo Camolese, diventa nuovo allenatore del Vicenza, la squadra dei biancorossi si risolleva dal penultimo posto fino a metà classifica: al momento del suo arrivo il Vicenza aveva un punto in 5 giornate, terminerà la stagione all'undicesimo posto. Guida i berici alla salvezza nei due campionati successivi.
Il 5 giugno 2009, attraverso un comunicato sul proprio sito ufficiale, l'Atalanta annuncia di averlo assunto come allenatore, in sostituzione di Luigi Delneri.
Dopo un avvio di campionato negativo dove subisce quattro sconfitte consecutive nelle prime 4 gare che portano la squadra ad essere ultima con 0 punti in classifica (un solo gol fatto), il 21 settembre è esonerato dall'incarico di allenatore dell'Atalanta dopo la pesante sconfitta per 4 a 1 contro il Bari, la quarta consecutiva. A conferma del suo scarso feeling con la serie A, detiene pertanto un poco gratificante record: ha allenato due squadre diverse ottenendo zero vittorie, un pareggio e ben otto sconfitte.

#### Sassuolo e Reggina
Il 3 ottobre 2010 viene ingaggiato dal Sassuolo, in sostituzione dell'esonerato Daniele Arrigoni. Il 9 maggio 2011, dopo la sconfitta subìta nello scontro diretto con il Piacenza che ha portato la squadra in zona retrocessione, Gregucci viene esonerato e gli subentra Paolo Mandelli, allenatore della Primavera.
L'8 gennaio 2012 viene ingaggiato dalla Reggina al posto di Breda. Il 31 gennaio ottiene la prima vittoria alla guida dei calabresi contro il Gubbio per 3-1. Dopo lo scarso feeling con la società viene esonerato dal club amaranto il 14 aprile 2012 dopo il pareggio interno con il Crotone.

#### Collaboratore del Manchester City e ritorno alla Salernitana
Il 12 agosto 2012 ritorna nello staff di Roberto Mancini ricoprendo il ruolo di collaboratore tecnico del Manchester City. Il 15 maggio 2013 lascia il club in concomitanza all'esonero di Mancini.
Il 26 gennaio 2014 torna ad allenare la Salernitana al posto dell'esonerato Perrone, riuscendo a conquistare la Coppa Italia Lega Pro e a raggiungere gli spareggi promozione, nei quali però i granata escono al primo turno. A fine stagione, rifiuta il rinnovo contrattuale con i granata.

#### Casertana e Leyton Orient
Il 1º luglio dello stesso anno si accasa nella vicina Caserta, come tecnico della Casertana in Lega Pro 2014-2015. Il 24 novembre il presidente del club, Giovanni Lombardi, nonostante il 2º posto in classifica esonera Gregucci sostituendolo con Salvatore Campilongo.
Segue una breve esperienza a Londra con il Leyton Orient, come collaboratore tecnico dell'allenatore Fabio Liverani.

#### Alessandria e di nuovo con Mancini

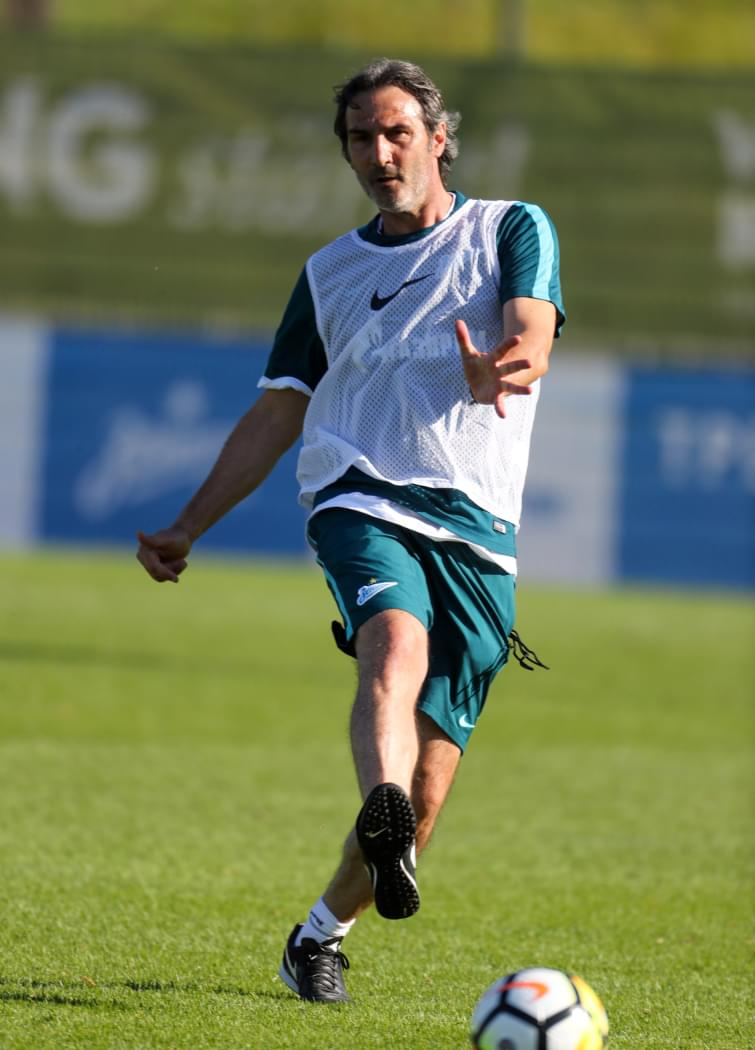
Gregucci nel 2017, nello staff tecnico dello Zenit San Pietroburgo.

Torna in Italia il 30 settembre 2015 quando diventa allenatore dell'Alessandria in Lega Pro. Il 18 gennaio 2016 riesce, battendo 2-1 lo Spezia, a portare la squadra in semifinale di Coppa Italia venendo poi eliminato dal Milan. In campionato si piazza al quarto posto e ai play-off viene eliminato al turno preliminare dal Foggia. Sostituito il 15 giugno da Piero Braglia, il 17 luglio rescinde il proprio contratto con l'Alessandria.
Il giorno seguente firma un contratto annuale come allenatore in seconda dell'Inter ritrovando Roberto Mancini dopo le esperienze con Fiorentina e Manchester City. In quei giorni si occupa di coordinare a Brunico la preparazione dei giocatori arrivati dopo in ritiro mentre il resto della squadra è con Mancini negli USA. L'8 agosto seguente, con l'addio all'Inter di Mancini, Gregucci viene esonerato con il resto dello staff.
Il 16 giugno 2017 entra nello staff dello Zenit San Pietroburgo chiamato nuovamente dall’attuale allenatore Roberto Mancini. Il 15 maggio 2018 dopo le dimissioni di Mancini si svincola dal club russo.
Il 23 maggio entra nello staff dell‘Italia, affiancando per la quinta volta Roberto Mancini.

#### Salernitana e ritorno all'Alessandria
Il 20 dicembre rescinde consensualmente il contratto con la FIGC e ritorna per la terza volta alla Salernitana per sostituire il dimissionario Stefano Colantuono. In 20 partite raccoglie solo 18 punti frutto di 5 vittorie, 3 pareggi e 12 sconfitte delle quali le ultime 4 di fila. Il 6 maggio 2019 viene esonerato dopo la sconfitta interna con il Cosenza per 1-2 con la squadra a ridosso della zona play-out insieme a Livorno e Venezia a una giornata dal termine.
Il 24 gennaio 2020, dopo aver rescisso il contratto che lo legava alla Salernitana, torna alla guida dell'Alessandria firmando un contratto fino a giugno 2021, affiancato dal collaboratore in seconda Marco Martini. Dopo la sconfitta casalinga con il Como, il 21 gennaio 2021 la società lo solleva dall'incarico con la squadra al quarto posto alla fine del girone d'andata. Rimane comunque legato ai grigi sino al 9 marzo 2022, giorno in cui rescinde il proprio contratto con il club.

#### Frosinone Primavera
Il 10 luglio 2023 viene ingaggiato come nuovo tecnico della formazione Primavera del Frosinone.

#### Collaboratore tecnico
Dal 1º agosto al 24 ottobre 2024 è collaboratore tecnico della nazionale saudita allenata da Roberto Mancini.
Il 7 aprile 2025 viene nominato collaboratore tecnico della Sampdoria, affiancando Alberico Evani e Attilio Lombardo.

## Politica
Nel 2021 si presenta alle elezioni comunali di Roma nella lista civica di Enrico Michetti, candidato sindaco del centro-destra  ma raccoglie solo 163 preferenze.

## Statistiche

### Presenze e reti nei club
| Stagione           | Squadra            | Campionato         | Campionato | Campionato | Coppe nazionali | Coppe nazionali | Coppe nazionali | Coppe continentali | Coppe continentali | Coppe continentali | Altre coppe | Altre coppe | Altre coppe | Totale | Totale |
| Stagione           | Squadra            | Comp               | Pres       | Reti       | Comp            | Pres            | Reti            | Comp               | Pres               | Reti               | Comp        | Pres        | Reti        | Pres   | Reti   |
| ------------------ | ------------------ | ------------------ | ---------- | ---------- | --------------- | --------------- | --------------- | ------------------ | ------------------ | ------------------ | ----------- | ----------- | ----------- | ------ | ------ |
| 1981-1982          | Taranto            | C1                 | 3          | 0          | CI-C            | 5               | 0               | -                  | -                  | -                  | -           | -           | -           | 8      | 0      |
| 1982-1983          | Alessandria        | C2                 | 20         | 0          | CI-C            | 5               | 0               | -                  | -                  | -                  | -           | -           | -           | 25     | 0      |
| 1983-1984          | Alessandria        | C2                 | 24         | 3          | CI-C            | 7               | 3               | -                  | -                  | -                  | -           | -           | -           | 31     | 6      |
| 1984-1985          | Alessandria        | C2                 | 32+1       | 0+0        | CI-C            | 3               | 0               | -                  | -                  | -                  | -           | -           | -           | 36     | 0      |
| 1985-1986          | Alessandria        | C2                 | 29         | 5          | CI-C            | 1               | 0               | -                  | -                  | -                  | -           | -           | -           | 30     | 5      |
| Totale Alessandria | Totale Alessandria | Totale Alessandria | 105+1      | 8          |                 | 16              | 3               |                    | -                  | -                  |             | -           | -           | 122    | 11     |
| 1986-1987          | Lazio              | B                  | 31+2       | 1+0        | CI              | 3               | 0               | -                  | -                  | -                  | -           | -           | -           | 36     | 1      |
| 1987-1988          | Lazio              | B                  | 32         | 3          | CI              | 5               | 0               | -                  | -                  | -                  | -           | -           | -           | 37     | 3      |
| 1988-1989          | Lazio              | A                  | 26         | 4          | CI              | 6               | 1               | -                  | -                  | -                  | -           | -           | -           | 32     | 5      |
| 1989-1990          | Lazio              | A                  | 29         | 1          | CI              | 1               | 0               | -                  | -                  | -                  | -           | -           | -           | 30     | 1      |
| 1990-1991          | Lazio              | A                  | 31         | 2          | CI              | 2               | 0               | -                  | -                  | -                  | -           | -           | -           | 33     | 2      |
| 1991-1992          | Lazio              | A                  | 26         | 0          | CI              | 4               | 0               | -                  | -                  | -                  | -           | -           | -           | 30     | 0      |
| 1992-1993          | Lazio              | A                  | 12         | 1          | CI              | 2               | 0               | -                  | -                  | -                  | -           | -           | -           | 14     | 1      |
| Totale Lazio       | Totale Lazio       | Totale Lazio       | 187+2      | 12         |                 | 21              | 1               |                    | -                  | -                  |             | -           | -           | 210    | 13     |
| 1993-1994          | Torino             | A                  | 24         | 1          | CI              | 5               | 0               | CC                 | 6                  | 0                  | SI          | 1           | 0           | 36     | 1      |
| 1994-1995          | Reggiana           | A                  | 30         | 0          | CI              | 1               | 0               | -                  | -                  | -                  | -           | -           | -           | 31     | 0      |
| 1995-1996          | Reggiana           | B                  | 29         | 1          | CI              | 1               | 0               | -                  | -                  | -                  | -           | -           | -           | 30     | 1      |
| 1996-1997          | Reggiana           | A                  | 5          | 1          | CI              | 1               | 0               | -                  | -                  | -                  | -           | -           | -           | 6      | 1      |
| 1997-1998          | Reggiana           | B                  | 0          | 0          | CI              | 0               | 0               | -                  | -                  | -                  | -           | -           | -           | 0      | 0      |
| Totale Reggiana    | Totale Reggiana    | Totale Reggiana    | 64         | 2          |                 | 3               | 0               |                    |                    |                    |             |             |             | 67     | 2      |
| Totale carriera    | Totale carriera    | Totale carriera    | 386        | 23         |                 | 50              | 4               |                    | 6                  | 0                  |             | 1           | 0           | 443    | 27     |

### Statistiche da allenatore
Statistiche aggiornate al 20 gennaio 2021.
| Stagione            | Squadra            | Campionato         | Campionato | Campionato | Campionato | Campionato | Coppe nazionali | Coppe nazionali | Coppe nazionali | Coppe nazionali | Coppe nazionali | Coppe continentali | Coppe continentali | Coppe continentali | Coppe continentali | Coppe continentali | Altre coppe | Altre coppe | Altre coppe | Altre coppe | Altre coppe | Totale | Totale | Totale | Totale | % Vittorie | Piazzamento |
| Stagione            | Squadra            | Comp               | G          | V          | N          | P          | Comp            | G               | V               | N               | P               | Comp               | G                  | V                  | N                  | P                  | Comp        | G           | V           | N           | P           | G      | V      | N      | P      | %          | Piazzamento |
| ------------------- | ------------------ | ------------------ | ---------- | ---------- | ---------- | ---------- | --------------- | --------------- | --------------- | --------------- | --------------- | ------------------ | ------------------ | ------------------ | ------------------ | ------------------ | ----------- | ----------- | ----------- | ----------- | ----------- | ------ | ------ | ------ | ------ | ---------- | ----------- |
| nov. 2002-2003      | Legnano            | C2                 | 24         | 9          | 10         | 5          | CI-C            | -               | -               | -               | -               | -                  | -                  | -                  | -                  | -                  | -           | -           | -           | -           | -           | 24     | 9      | 10     | 5      | 37,50      | Sub., 8º    |
| 2003-2004           | Venezia            | B                  | 46+2       | 12+1       | 15         | 19+1       | CI              | 5               | 3               | 1               | 1               | -                  | -                  | -                  | -                  | -                  | -           | -           | -           | -           | -           | 53     | 16     | 16     | 21     | 30,19      | 20º         |
| ott. 2004-2005      | Salernitana        | B                  | 35         | 12         | 12         | 11         | CI              | 2               | 1               | 0               | 1               | -                  | -                  | -                  | -                  | -                  | -           | -           | -           | -           | -           | 37     | 13     | 12     | 12     | 35,14      | Sub., 14º   |
| lug.-set. 2005      | Lecce              | A                  | 5          | 0          | 1          | 4          | CI              | 1               | 0               | 1               | 0               | -                  | -                  | -                  | -                  | -                  | -           | -           | -           | -           | -           | 6      | 0      | 2      | 4      | &0,00      | Eson.       |
| ott. 2006-2007      | Vicenza            | B                  | 37         | 12         | 13         | 12         | CI              | -               | -               | -               | -               | -                  | -                  | -                  | -                  | -                  | -           | -           | -           | -           | -           | 37     | 12     | 13     | 12     | 32,43      | Sub., 11º   |
| 2007-2008           | Vicenza            | B                  | 42         | 10         | 15         | 17         | CI              | 2               | 1               | 0               | 1               | -                  | -                  | -                  | -                  | -                  | -           | -           | -           | -           | -           | 44     | 11     | 15     | 18     | 25,00      | 17º         |
| 2008-2009           | Vicenza            | B                  | 42         | 13         | 13         | 16         | CI              | 2               | 1               | 0               | 1               | -                  | -                  | -                  | -                  | -                  | -           | -           | -           | -           | -           | 44     | 14     | 13     | 17     | 31,82      | 12º         |
| Totale Vicenza      | Totale Vicenza     | Totale Vicenza     | 121        | 35         | 41         | 45         |                 | 4               | 2               | 0               | 2               |                    | -                  | -                  | -                  | -                  |             | -           | -           | -           | -           | 125    | 37     | 41     | 47     | 29,60      |             |
| lug.-set. 2009      | Atalanta           | A                  | 4          | 0          | 0          | 4          | CI              | 1               | 1               | 0               | 0               | -                  | -                  | -                  | -                  | -                  | -           | -           | -           | -           | -           | 5      | 1      | 0      | 4      | 20,00      | Eson.       |
| ott. 2010-mag. 2011 | Sassuolo           | B                  | 32         | 9          | 11         | 12         | CI              | 1               | 0               | 0               | 1               | -                  | -                  | -                  | -                  | -                  | -           | -           | -           | -           | -           | 33     | 9      | 11     | 13     | 27,27      | Sub., Eson. |
| gen.-apr. 2012      | Reggina            | B                  | 14         | 4          | 5          | 5          | CI              | -               | -               | -               | -               | -                  | -                  | -                  | -                  | -                  | -           | -           | -           | -           | -           | 14     | 4      | 5      | 5      | 28,57      | Sub., Eson. |
| feb.-giu. 2014      | Salernitana        | 1D                 | 13         | 6          | 4          | 3          | CI-LP           | 4               | 3               | 1               | 0               | -                  | -                  | -                  | -                  | -                  | -           | -           | -           | -           | -           | 17     | 9      | 5      | 3      | 52,94      | Sub., 9º    |
| lug.-nov. 2014      | Casertana          | LP                 | 14         | 7          | 3          | 4          | CI+CI-LP        | 3+2             | 1+2             | 1+0             | 1+0             | -                  | -                  | -                  | -                  | -                  | -           | -           | -           | -           | -           | 19     | 10     | 4      | 5      | 52,63      | Eson.       |
| ott. 2015-2016      | Alessandria        | LP                 | 30+1       | 15         | 8          | 7+1        | CI+CI-C         | 5+2             | 3+1             | 0+0             | 2+1             | -                  | -                  | -                  | -                  | -                  | -           | -           | -           | -           | -           | 38     | 19     | 8      | 11     | 50,00      | Sub., 4º    |
| dic. 2018-mag. 2019 | Salernitana        | B                  | 20         | 5          | 3          | 12         | CI              | -               | -               | -               | -               | -                  | -                  | -                  | -                  | -                  | -           | -           | -           | -           | -           | 20     | 5      | 3      | 12     | 25,00      | Sub., Eson. |
| Totale Salernitana  | Totale Salernitana | Totale Salernitana | 68         | 23         | 19         | 26         |                 | 6               | 4               | 1               | 1               |                    | -                  | -                  | -                  | -                  |             | -           | -           | -           | -           | 74     | 27     | 20     | 27     | 36,49      |             |
| gen.-ago. 2020      | Alessandria        | C                  | 5+3        | 2+2        | 2+1        | 1          | CI+CI-C         | -               | -               | -               | -               | -                  | -                  | -                  | -                  | -                  | -           | -           | -           | -           | -           | 8      | 4      | 3      | 1      | 50,00      | Sub., 5º    |
| 2020-gen. 2021      | Alessandria        | C                  | 19         | 9          | 4          | 6          | CI              | 2               | 1               | 1               | 0               | -                  | -                  | -                  | -                  | -                  | -           | -           | -           | -           | -           | 21     | 10     | 5      | 6      | 47,62      | Eson.       |
| Totale Alessandria  | Totale Alessandria | Totale Alessandria | 58         | 28         | 15         | 15         |                 | 9               | 5               | 1               | 3               |                    | -                  | -                  | -                  | -                  |             | -           | -           | -           | -           | 67     | 33     | 16     | 18     | 49,25      |             |
| Totale carriera     | Totale carriera    | Totale carriera    | 388        | 128        | 120        | 140        |                 | 32              | 18              | 5               | 9               |                    | -                  | -                  | -                  | -                  |             | -           | -           | -           | -           | 420    | 146    | 125    | 149    | 34,76      |             |

## Palmarès

### Allenatore

#### Club
- Coppa Italia Lega Pro: 1

Salernitana: 2013-2014